# لسلی (کارولینای جنوبی)
لسلی(به انگلیسی: Lesslie) شهری در ایالت کارولینای جنوبی کشور ایالات متحده آمریکا است که جمعیت آن در سرشماری سال ۲۰۱۰ میلادی، ۳٬۱۱۲ نفر بوده‌است.